# Now Arena
Now Arena (w latach 2006–2020 Sears Centre lub Sears Centre Arena) – hala widowiskowo-sportowa w Hoffman Estates w Stanach Zjednoczonych.

## Informacje
- Adres: 5333 Prairie Stone Parkway Hoffman Estates, Illinois 60192
- Rozpoczęcie budowy: 21 lipca 2005
- Otwarcie: 26 października 2006
- Koszt budowy: 62  mln $
- Pojemność:
  - Koszykówka: 8700
  - Futbol amerykański: 8362
  - Lacrosse: 8329
  - Piłka nożna: 8172

Na przestrzeni lat był to domowy obiekt dla wielu drużyn z aglomeracji Chicago w różnych dyscyplinach sportu:
- Chicago Hounds, UHL (2006–2007)
- Chicago Storm, MISL (2006–2009)
- Chicago Shamrox, NLL (2007–2008)
- Chicago Slaughter, CIFL/IFL (2007–2013)
- Chicago Bliss, LFL (2009–2010, 2013–2014, 2018–2019)
- Chicago Outlaws, CILL (2011–2013)
- Chicago Express, ECHL (2011–2012)
- Chicago Soul FC, MISL III (2012–2013)
- Chicago Mustangs, MASL/M2 (2014–2015, 2017–2019)
- Windy City Bulls, NBAGL (od 2016)